# ديفيد أوين
ديفيد أوين (بالإنجليزية: David Owen)‏ هو طبيب وسياسي بريطاني، ولد في 2 يوليو 1938 في المملكة المتحدة. حزبياً، نشط في حزب العمال والحزب الديمقراطي الاجتماعي.
شغل أوين منصب وزير الخارجية البريطاني من عام 1977 إلى عام 1979، وكان في الثامنة والثلاثين من عمره أصغر من شغل هذا المنصب منذ أكثر من أربعين عامًا. في عام 1981، كان أوين أحد أعضاء " عصابة الأربعة " الذين تركوا حزب العمال لتأسيس الحزب الديمقراطي الاجتماعي. وكان العضو الوحيد في "عصابة الأربعة" الذي لم ينضم إلى الديمقراطيين الليبراليين ، الذي تأسس عند اندماج الحزب الديمقراطي الاجتماعي مع الحزب الليبرالي . قاد أوين الحزب الديمقراطي الاجتماعي من عام 1983 إلى عام 1987، واستمر في قيادة الحزب الديمقراطي الاجتماعي من عام 1988 إلى عام 1990. عُيّن لوردًا مدى الحياة في عام 1992، وظل في مجلس اللوردات كعضو مستقل حتى مارس 2014، ثم ظل عضوًا في "الديمقراطي الاجتماعي المستقل" حتى تقاعده في عام 2024. 
خلال مسيرته المهنية، شغل أوين عددًا من المناصب العليا، ثم استقال منها. استقال أولًا من منصب المتحدث باسم حزب العمال لشؤون الدفاع عام 1972 احتجاجًا على موقف زعيم حزب العمال ورئيس الوزراء السابق هارولد ويلسون من الجماعة الاقتصادية الأوروبية ؛ ثم غادر حكومة الظل العمالية بسبب القضية نفسها لاحقًا؛ وبسبب نزع السلاح الأحادي الجانب في نوفمبر 1980 عندما أصبح مايكل فوت زعيمًا لحزب العمال. استقال من حزب العمال عندما رفض قانون " عضو واحد، صوت واحد" في فبراير 1981، ثم تولى لاحقًا منصب زعيم الحزب الديمقراطي الاجتماعي، الذي ساهم في تأسيسه، بعد أن صوّت أعضاء الحزب القاعديون على الاندماج مع الحزب الليبرالي .

## مناصب
- في الانتخابات العامة في المملكة المتحدة 1966 [الإنجليزية]‏، انتخب عضو البرلمان الرابع والأربعون للمملكة المتحدة عن دائرة بليموث سوتون (31 مارس 1966 – 29 مايو 1970).
- في الانتخابات العامة في المملكة المتحدة 1970، انتخب عضو البرلمان الخامس والأربعون للمملكة المتحدة عن دائرة بليموث سوتون (18 يونيو 1970 – 8 فبراير 1974).
- في الانتخابات العامة في المملكة المتحدة فبراير 1974 [الإنجليزية]‏، انتخب عضو البرلمان السادس والأربعون للمملكة المتحدة عن دائرة بليموث ديفونبورت خلال فترته النيابية ‏ (28 فبراير 1974 – 20 سبتمبر 1974).
- في الانتخابات العامة في المملكة المتحدة أكتوبر 1974 [الإنجليزية]‏، انتخب عضو البرلمان السابع والأربعون للمملكة المتحدة عن دائرة بليموث ديفونبورت خلال فترته النيابية ‏ (10 أكتوبر 1974 – 7 أبريل 1979).
- انتخب عضو البرلمان الثامن والأربعون للمملكة المتحدة عن دائرة بليموث ديفونبورت وقد انضم خلال فترته النيابية ‏ (2 مارس 1981 – 13 مايو 1983) للكتلة البرلمانية الحزب الديمقراطي الاجتماعي (المملكة المتحدة).
- في الانتخابات العامة للمملكة المتحدة 1979 [الإنجليزية]‏، انتخب عضو البرلمان الثامن والأربعون للمملكة المتحدة عن دائرة بليموث ديفونبورت خلال فترته النيابية ‏ (3 مايو 1979 – 2 مارس 1981).
- في الانتخابات العمومية للمملكة المتحدة 1983 [الإنجليزية]‏، انتخب عضو البرلمان التاسع والأربعون للمملكة المتحدة عن دائرة بليموث ديفونبورت خلال فترته النيابية ‏ (9 يونيو 1983 – 18 مايو 1987).
- في الانتخابات العمومية للمملكة المتحدة 1987 [الإنجليزية]‏، انتخب عضو البرلمان الخمسون للمملكة المتحدة عن دائرة بليموث ديفونبورت خلال فترته النيابية ‏ (11 يونيو 1987 – 16 مارس 1992).
- انتخب وزير الدولة للشؤون الخارجية وشؤون الكومنولث [الإنجليزية]‏ (21 فبراير 1977 – 4 مايو 1979).
- انتخب عضو مجلس الشورى البريطاني.
- انتخب وزير الدولة للشؤون الخارجية  [لغات أخرى]‏ (10 سبتمبر 1976 – 21 فبراير 1977).
- انتخب وزير الدولة للشؤون الخارجية وشؤون الكومنولث [الإنجليزية]‏ (21 فبراير 1977 – 4 مايو 1979).
- انتخب وزير ظل الدولة للخارجية [الإنجليزية]‏ (4 مايو 1979 – 14 يوليو 1979).
- انتخب وزير ظل الدولة لشؤون الطاقة وتغير المناخ [الإنجليزية]‏ (14 يوليو 1979 – 4 نوفمبر 1980).

## روابط خارجية
- ديفيد أوين على موقع الموسوعة البريطانية (الإنجليزية)
- ديفيد أوين على موقع مونزينجر (الألمانية)
- ديفيد أوين على موقع إن إن دي بي (الإنجليزية)
- ديفيد أوين على موقع ديسكوغز (الإنجليزية)